# Материнка круглолиста
Материнка круглолиста або Орегано круглолисте (лат. Origanum rotundifolium) — багаторічна рослина роду материнка родини глухокропивових. У дикому вигляді росте у Туреччині, Вірменії та Грузії.

## Ботанічний опис
Невелика дерев'яниста багаторічна рослина або напівчагарник заввишки від 10 до 30 см та шириною до 30 см, з ароматними листками та вільними китицями рожевих квітів, подібними до шишок хмелю, з блідо-зеленими приквітками. Цвіте протягом усього літа.

## Застосування
Рослина використовується як прянощі у кулінарії, як декоративна та ґрунтопокривна рослина на сонячних, добре дренованих ділянках. Віддає перевагу лужним ґрунтам та не любить зимової вологості. Материнка круглолиста отримала премію AGM Королівського садівничого товариства.